# Maine (Schiff, 1895)
Die USS Maine war ein Schlachtschiff II. Ranges (ursprünglich als Panzerkreuzer klassifiziert) der US-Marine.
Ihre Explosion 1898 im Hafen von Havanna gilt als der Anlass für den Spanisch-Amerikanischen Krieg.

## Geschichte
Das Schiff wurde 1888/89 auf der New York Naval Shipyard gebaut.
In den Jahren 1897/98 war die Maine zur Wahrung US-amerikanischer Interessen in den Gewässern der damals spanischen Kolonie Kuba eingesetzt. Das Schiff stand zu dieser Zeit unter dem Kommando von Captain Charles Dwight Sigsbee.
Nach Unruhen in Havanna lief das Schiff am 25. Januar 1898 in den Hafen der kubanischen Hauptstadt ein und ging in einem von US-Militärs für sicher gehaltenen Hafenabschnitt vor Anker. Ihre Präsenz sollte Druck ausüben bzw. militärische Überlegenheit demonstrieren (Kanonenbootpolitik); wegen des gespannten Verhältnisses zwischen den Vereinigten Staaten und Spanien war die Maine kriegsmäßig mit dem vollen Bestand an Treibladungen und scharfen Granaten ausgerüstet.
Die Maine explodierte am 15. Februar 1898 um 21:40 Uhr an ihrem Ankerplatz und sank mit zerstörtem Vorschiff auf Grund; 266 Mann der Besatzung starben. Die meisten Offiziere des Navy Department nahmen einen Unfall an, wie er bereits auf den Schiffen New York, Oregon, Philadelphia, Boston, Cincinnati und Atlanta passiert war; dagegen vermutete die US-Regierung (Kabinett McKinley) damals einen spanischen Terroranschlag mit einer Mine oder einem Torpedo gegen die Maine. Eine erste Untersuchungskommission im März 1898 erklärte zwar nach der Vernehmung von Zeugen und der Untersuchung des Schiffes, die Maine sei durch einen Torpedo zerstört worden, die Zeugen waren jedoch zur Geheimhaltung verpflichtet worden, und auch die Einzelheiten der Untersuchung blieben geheim. Der sogenannte „Maine-Zwischenfall“ gab den USA den Anlass zum Krieg gegen Spanien.

Wrack der Maine im Hafen von Havanna

Je nach politischer Ausrichtung gab es seinerzeit in den USA, in Spanien und auf Kuba unterschiedliche Theorien für die Explosionsursache:
- Die Maine sei von den Spaniern torpediert worden, um die Kooperation zwischen der Unabhängigkeitsbewegung und den USA zu stören.
- Die Maine sei von der kubanischen Unabhängigkeitsbewegung torpediert worden, um die USA zu einem Krieg mit Spanien zu provozieren.
- Die Maine sei durch einen Heizkesselbrand, der auf das Munitionsdepot übergriff, explodiert.
- Die Maine sei auf Befehl der US-Regierung gesprengt worden, um einen Vorwand für den Krieg mit Spanien zu haben.

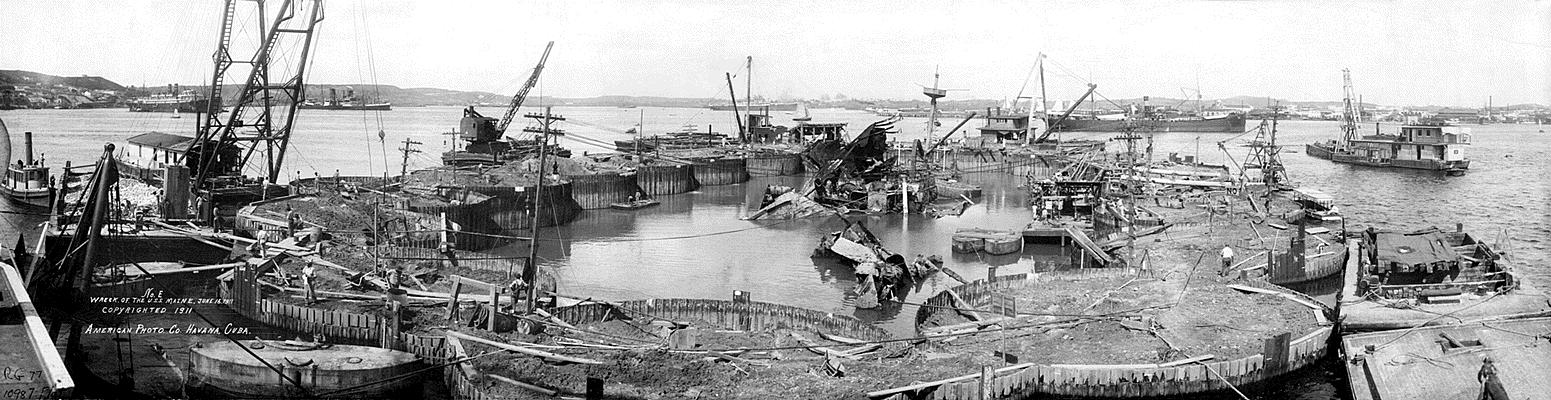
Bergungsarbeiten an der Maine am 16. Juni 1911

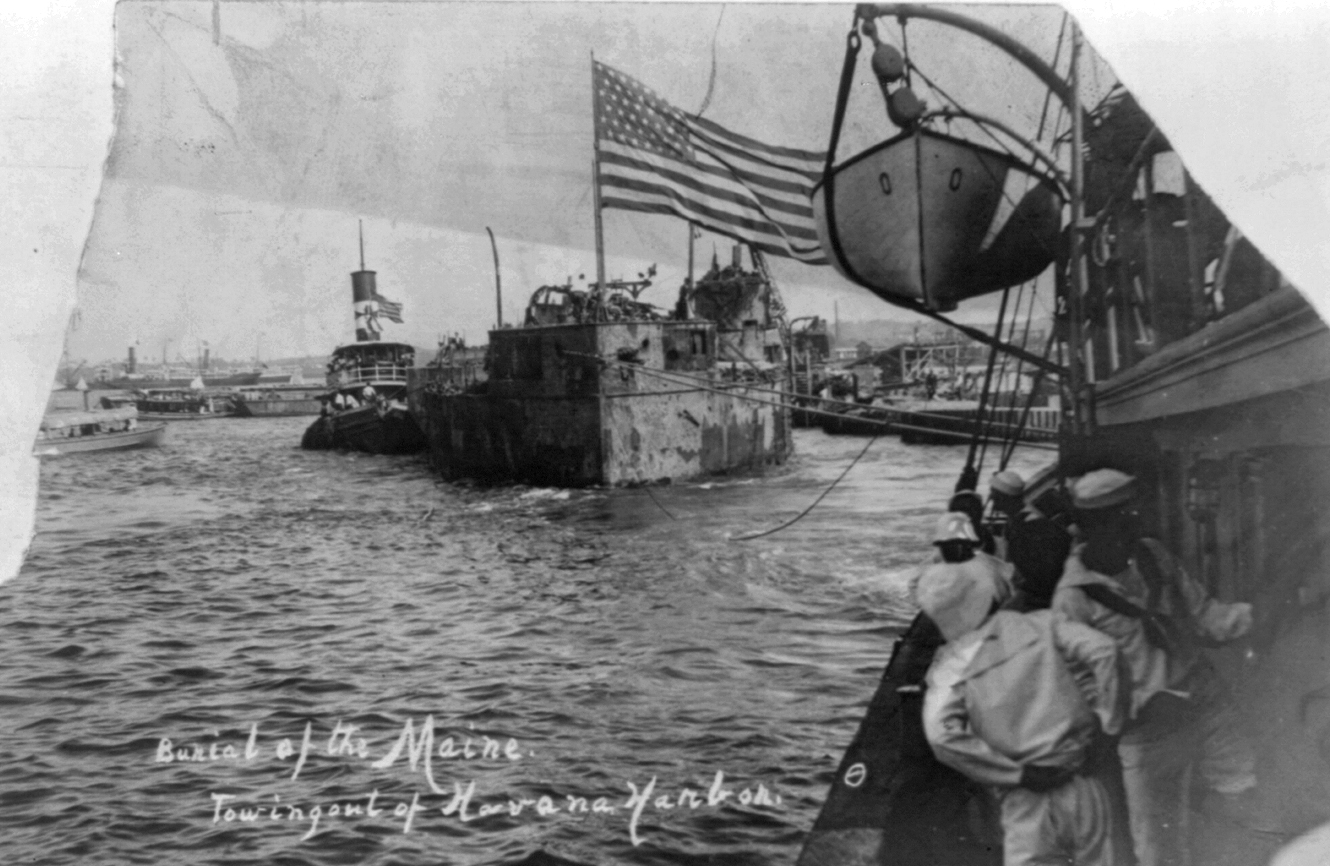
Das Wrack der Maine wird aus dem Hafen von Havanna geschleppt, 16. März 1913

Eine weitere Untersuchungskommission von US-Marine und Regierung in den Jahren 1911/1912 bestätigte angeblich den Verdacht eines Terroranschlages. (Kurz vor seinem Tod 1976 erklärte ein Ingenieur, der an der Untersuchung beteiligt war, dass alle Explosionslöcher nach außen wiesen.) Zur Untersuchung des Schiffs und zur Bergung der noch im Wrack befindlichen 70 toten Seeleute wurde die Maine im Hafenbecken mit Spundwänden umgeben und trockengelegt. Nach dem Abschluss der Untersuchungen wurde das Wrack in internationale Gewässer vor Havanna geschleppt und versenkt. Das abgerissene Vorschiff wurde im Laufe der Untersuchungen zerstört.
Die „Rickover investigation“ im Jahr 1976 kam zu dem Ergebnis, dass die Explosion im Innern der Maine stattgefunden hatte. Ein unentdeckter Schwelbrand in einem der Kohlenbunker könnte die Katastrophe ausgelöst haben: So kam es im vorderen Kohlebunker zu einer spontanen Selbstentzündung der Kohle. Durch diesen über Stunden unentdeckten Brand (Kohlebrand) in dem Kohlebunker wurde das Stahlschott zum daneben liegenden Munitionsbunker so stark erhitzt, dass sich das dort lagernde Schwarzpulver entzündete und die dort ebenfalls deponierten Granaten zur Explosion brachte. Dies führte zur Explosion weiterer benachbarter Munitionskammern und zum Totalverlust der Maine. In der Filmdokumentation „Sabotage vor Kuba“ von R. Erickson (2004, 41 min) wird die Annahme einer internen Explosion historisch nachvollzogen und experimentell erhärtet.

## Sonstiges

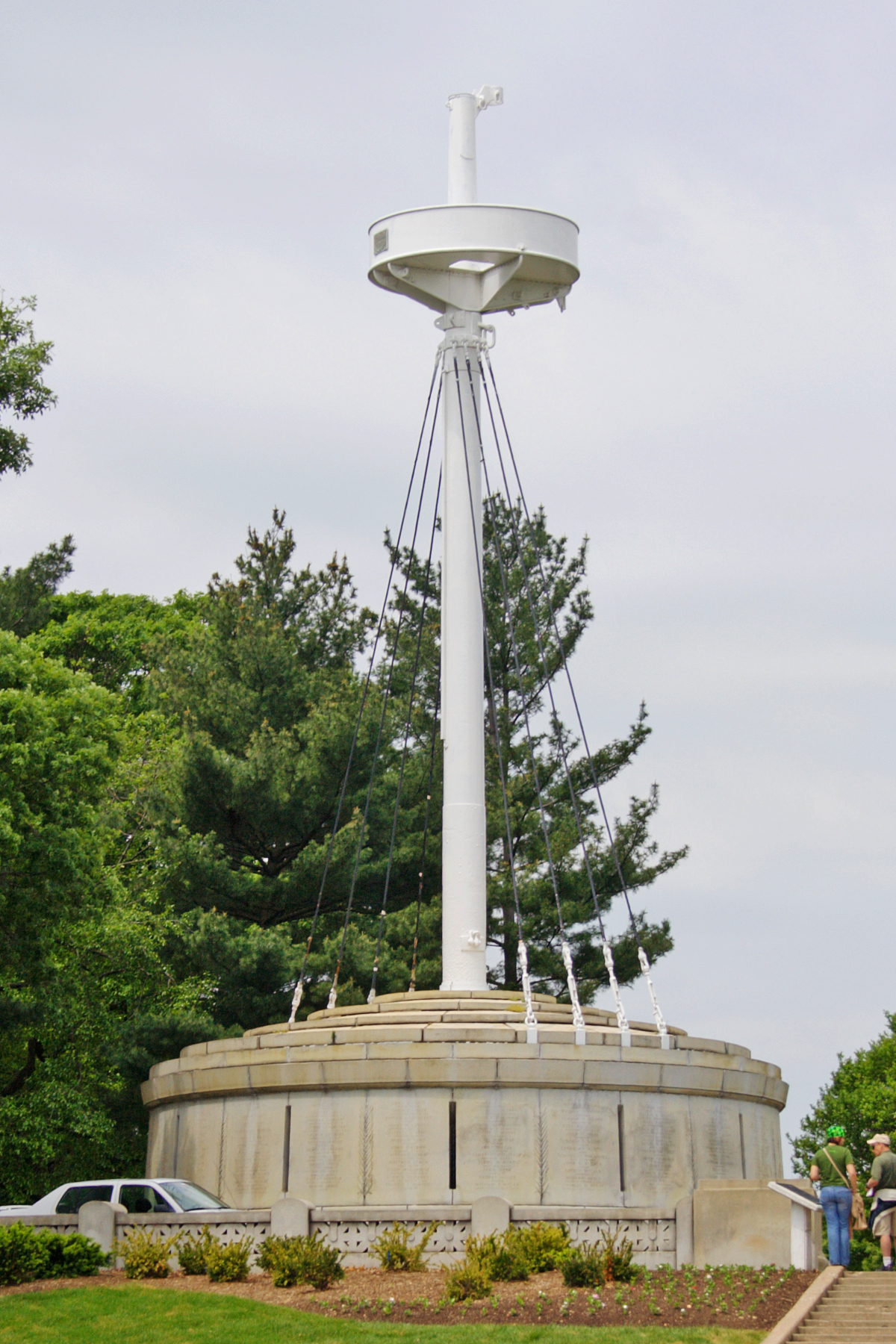
Denkmal für die Gefallenen der Maine auf dem Nationalfriedhof Arlington

Von den Gefallenen der Maine sind 229 Mann auf dem amerikanischen Nationalfriedhof Arlington beigesetzt. Ihr Gräberfeld wird von einem geborgenen Mast der Maine gekennzeichnet. Der vordere Mast wurde ebenfalls geborgen und zur Erinnerung an die Maine im Park der Marineakademie in Maryland aufgestellt.
In der US Navy kursierte deshalb eine Zeitlang der Witz mit der Frage nach dem „längsten Schiff“ der US Navy; Anfängern wurde nach der „falschen“ Antwort erklärt, dass die Maine „das längste Schiff in der Navy“ sein müsse, da ihre Masten ja so weit auseinander stünden.

## Film

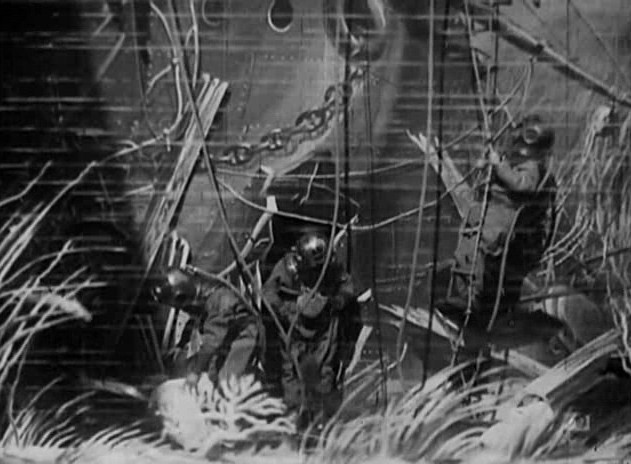
Méliès, Visite sus-marine du Maine (Star Film 147, 1898)

- Guerre de Cuba et l'explosion du Maine à La Havane (F 1898, Regie: Georges Méliès)
- Visite sous-marine du „Maine“ (F 1898, Regie: Georges Méliès)
- Explosion auf der Maine (DFF 1974, Regie: Ralph J. Boettner)